# Тіні минулого
«Тіні минулого» (англ. Ethoria’s Chronicles: Shadows of the Past) — роман російського письменника-фантаста  Михайла Костіна, володаря премії «Срібна стріла», написаний у жанрі фентезі. «Тіні минулого» — перша книга у циклі романів «Хроніки Еторії».

## Історія створення
В основу книги лягло оповідання, яке автор почав писати англійською мовою у місті Де-Мойн (штат Айова, США), у ніч з 21 на 22 листопада 1999 року. Закінчивши навчання у Америці, Михайло повернувся до Москви та продовжив дописувати, переписувати та редагувати все те, що накопичилося. Підсумком його роботи стала публікація у США у 2003 році роману під назвою «Ethoria’s Chronicles: Shadows of the Past».
У Росії книгу було опубліковано у 2007 році. Видавничий дім «Радуга» випустив твір під новою назвою «Полювання на обраного».
Через сім років, у 2014 році, у рамках проекту «Кніма» Еріка Брегіса, головного редактора видавництва «Снєжний Ком», роман знайшов нове життя під своєю оригінальною назвою «Хроніки Еторії. Тіні минулого».

## Сюжет
Дарольд Ллойд — юнак, який живе у місті Віллон, — починає бачити незвичайні сни: у них присутні чари та магія, то, чого вже давно немає у його світі. Через якийсь час такі сни приходять і до його друзів, у них вони усі разом борються зі злом. Реальність цих бачень вражає, тому, коли Дарольда сниться сон, у якому дивні люди атакують караван його батька, а самого батька та брата викрадають, при цьому у реальному світі також приходить звістка про зникнення каравану, він разом зі своїми друзями відправляється на пошуки.
Переступивши поріг рідної домівки, Дарольд перестає бути звичайним шістнадцятирічним юнаком. Йому відкриваються віковічні таємниці, він потрапляє у круговерть подій, де розуміє, що зникнення його батька та брата — це всього лише одна маленька деталь страшної гри, яку затіяли темні сили. Незабаром він дізнається, що його бачення не випадкові та що грядуть суворі часи, які загрожують назавжди змінити життя усіх мешканців Еторії. Згідно з давніми переказами, лише Обраний може врятувати світ. Вороги знають про це та оголосили полювання на Обраного.
Життя Дарольда наповнюється загадками та питаннями, увесь його шлях пов'язаний з небезпекою. Разом з друзями Дарольд намагається врятувати своє королівство, йому необхідно знайти батька з братом, а також Обраного, раніше, ніж це зроблять поплічники головного ворога — Господаря давнини.

## Основні персонажі
- Дарольд Ллойд — головний герой, юнак 16 років, живе у місті Віллон, наймолодший син. Зайнятий у родинній справі — стежить за порядком у стайні.
- Айк Андерс — друг Дарольда Ллойда. Син місцевого трунаря Арріса Андерса. Знайомий з Дарольдом з самого дитинства. Йому 16 років. Живе у Віллоні. Відрізняється гострим розумом та парою швидких кулаків.
- Роб Ард — друг Дарольда Ллойда. Йому 17 років, він живе у Віллоні. У його батька невелика сирна крамниця. Наймолодший з шести синів. Сильний, спритний, сміливий — справжній боєць.
- Арк Аклендо — друг Дарольда Ллойда. Йому 17 років. Разом з матір'ю він живе на околиця Віллона. Надзвичайно кмітливий, ввічливий, вихований, наділений даром проникливості.
- Рік Ллойд — брат Дарольда. В одному зі снів Дарольд побачив його на чолі війська у вигляді лицаря у золотих обладунках.
- Мінар Еміль — зброєносець сіра Рона. Хороший слідопит та відважний солдат. Відправлений сіром Роном на допомогу Дарольду Ллойду та його друзям.
- А-ті-фрай-муртер-ітея (скор. А-ті) — чарівниця, представниця раси аалів, кілшарі четвертого Шиарі клану Лор-Еліаса. Вона мешкає у місті Аркер-сом-Грой у Великому лісі. Її співправитель — дішарі А-кар.
- Джам Огарський, сір — другий капітан сіра Тема. Молодший з трьох братів сіра Рімдора, який володів землями у північній частині Буа.
- Елсон Ріан — найманий солдат, називає себе слугою купецьких гільдій Азора. Южанин. Працює на вченого з Азора — Ревора Ренуара. Дарольд та його друзі врятували Елсону життя.

## Значимі місця

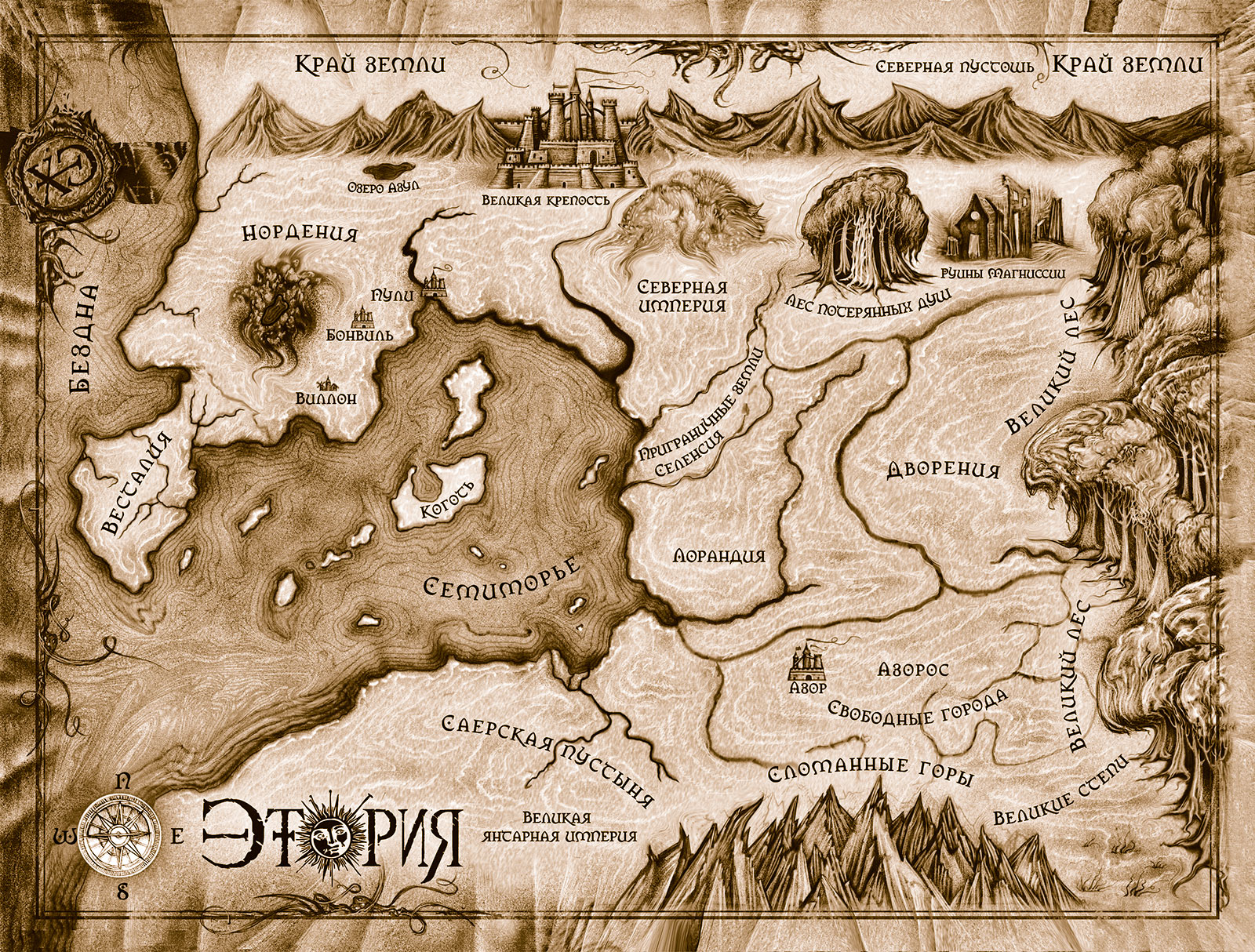
Карта Еторії

- Віллон — рідне місто Дарольда Ллойда та його друзів, який вони залишили у пошуках зниклого каравану.

- Сірон — маленьке непоказне містечко. Ті, хто приїжджають сюди, цікавляться не стільки містом, скільки фортецею. Міцно побудована, фортеця сіра Рона складається з чотирьох веж та двох рядів стін. Зовнішня являє собою частокіл, а внутрішня складена з дикого каменю. Ворота, теж подвійні, знаходяться у південній частині фортеці. Особливо вражають величезні важкі стулки, оббиті залізом, та всіяна шипами решітка.
  - «Лялечка» — трактир, де можна переночувать.

- Луліон — місце, де востаннє бачили караван Брюна Ллойда. Маленьке та чисте село. Близько двадцяти будинків, що стоять в ряд по одну сторону дороги, по іншу — розкинулися сади.
  - Трактир з незрозумілою назвою, господарем якого є Ітер з Нуару.

- На схід від Луліона розташовується маленьке поселення, що належить Ордену духів.

- Вейрон — маленьке село, що стоїть на березі річечки під назвою Волосся Сестри, тиха гавань для місцевих фермерів та торговців.
  - «Золота качка» — таверна, де вечорами збираються сільські жителі, навколишні фермери та усі ті, хто бажає послухати свіжі чутки та плітки.

- Бонвіль — провінційна столиця з високими вежами, могутніми стінами, людними вулицями, багатими торговими крамницями, особняками та парками. Окреме захоплення викликає герцогський замок, що гордо піднісся над дахами будинків, майже гублячись у щільній сірій імлі, що нависла над різнокольоровими штандартами.
  - Трактир «Хоробрий лицар» — пристойне недороге місце, де непогано годують та можна переночувати.
  - Пивна «Брудна кішка» — маленька перехняблена таверна з грубо намальованим написом «Брудна кішка», місце з сумнівною репутацією.
  - Харчівня «Летючий птах» — гнітючого виду сплющена між двома складами двоповерхова будівля. Містечко найнепривабливіше з усіх подібних у місті, є притулком підозрілих осіб.

- Пулі — велике портове місто. На самому верху високого пагорба стоїть могутній замок герцога — масивна споруда з білого каменю. Трохи нижче, на схилах розташувалися не менш величні палаци та маєтки місцевої знаті, а біля підніжжя гори, уздовж берега, розкинулося обнесене стіною Нижнє місто, де життя не завмирає ні на хвилину. Пулі поділяється на чотири райони — замок, Верхнє місто, Нижнє місто та порт.
  - Трактир «П'ять зірок» — пристойне, чисте та чесне місце під керуванням Ліка.

- Сандір — прикордонне поселення. Будинки тут з каменю і глини, з дахами з трісок. У той час як великі будівлі стоять у гордій самоті, будиночки поменше з'єднуються дерев'яними доріжками різної довжини, над якими облаштовані дощаті навіси, що дозволяє мешканцям ходити по вулицях, не побоюючись ні дощу, ні снігу. На центральній площі — невеликий ринок. Там же розташувалися заїжджі двори та всякого роду питні заклади.
  - Таверна «Срібний крук» — місце з гарною кухнею.

- Муріор — село, з одним єдиним готелем, який в свою чергу нагадує звичайний сарай.

- Оренсія — місто в північній частині Лорандії, що знаходиться за огорожею, що зроблена з колод, та воротами з химерним орнаментом, яке складається переважно з кам'яних споруд, мощених вулиць та будинків з різнобарвними дахами.

- Луке — крихітне поселення, де частенько зупиняються «чорні торговці», темні особистості, готові за певну суму переправити кого завгодно у Азорос без зайвих питань.

- Лорал — містечко, одне з найкращих місць для відпочинку зі славною їжею. В межах міста розташовуються невеликі цитаделі. Жодна з них, звісно, не може порівнятися з могутніми фортецями сеньйорів Норденії, але все ж вони досить значні, щоб їх мешканці могли відчувати себе в безпеці у тривожні часи. Між їх високими стінами розкинулося саме місто з тісно поставленими будинками, бульварами та провулками. На площах рясніють ярмарки.

## Підпілля
- Зміїні укуси — банда найманців з Вільних міст.
- Срібні сонця — банда найманців з Азору.

## Артефакти
- Книга, знайдена у Ордені духів. На шкіряній обкладинці викарбувано картинку — чоловік у довгову вбранні, який стоїть поруч із струнким деревом з широко розкинутими гілками без листя. Куточки книжки укріплені потемнілим сріблом, а у центрі розташований металевий замок. Сторінки тонкі, трохи пожовклі, всі обписані темно-синім чорнилом. Ймовірно записи робилися на стародавній мові — уру. На думку героїв, що знайшли її — ця книга таїть в собі ключ до збереження Еторії.

## Періоди
- 1215 рік Другої епохи Нової ери — початок подорожі Дарольда.

## Пророцтва
— Про повернення Господаря давнини та про нову велику війну: «…У льодах далекої півночі відродиться стара сила, її єдина мета — захопити владу над світом. Харчуючись хаосом та кров'ю, вона подолає всі перешкоди, і ім'я тієї сили — Великий Господар Давнини».
— Про Обраного. У 1220 рік другої епохи нової ери прийде Обраний, той, хто може захистити світ. Герой цей підніметься з рядів смертних, але буде мати невідомі магічні сили. Він збере свою армію та перегородить шлях хаосу та руйнуванню.
— Про повернення даарів. Майбутнє лежить у руках мешканців поверхні. Лише мешканці поверхні можуть бути посланцями, і лише вони зможуть пройти крізь Тарлоссер (Будинок світла) та відкрити шлях до сонця.

## Легенда про Господаря давнини
Господар давнини — так аали назвали ватажка Північної орди. Припускається, що «Господар давнини» — Алін, Знехтуваний хранитель.
| Ліві лапки | Давним-давно, задовго до появи людей, світ належав великій стародавній расі магів. Вони називали себе «хранителями» та керували світом багато тисяч років. Вони б правили і далі, але їх цивілізацію знищила руйнівна громадянська війна. Деталі того конфлікту маловідомі, але є припущення, що виною всьому стала внутрішня суперечка між двома групами магів. Одні вважали, що магічні сили повинні використовуватися для збереження гармонії та життєвого балансу, інші ж хотіли направити сили магії на побудову нового, досконалого світу, без печалі, страждань і болю. У якийсь момент до прихильників ідеї «нового» приєднався якийсь хранитель на ім'я Алін. Він умовив соратників перейти від дебатів до дій та обрушив на світ смертоносну магічну енергію, спотворюючи та змінюючи усе навколо себе. Решта хранителів намагались зупинити Аліна, але це виявилося непросто. Бунтівний маг володів неймовірними можливостями, а його магічні пізнання лякали навіть найіменитіших з хранителів. Війна тривала багато років. Зрештою бунтівники зазнали поразки, їх твердині було зруйновано, джерела магії спустошені. Сам Алін потрапив у полон. Його позбавили усіх імен та звань та відправили у довічне заслання на крижані рівнини півночі, які хранители замкнули високими горами Краю Землі. | Праві лапки |

## Цікаві факти
- Головного героя у «Полюванні на обраного» звали Мішук Ллойд, а не Дарольд Ллойд.

- Випущена у 2004 році книга «Ethoria’s Chronicles: Shadows of the Past» потрапила у 24 бібліотечних фонди по всьому світу[6].

- У публікаціях можна зустріти назву рідного міста Ллойда як Віллон, так і Біллон, що швидше за все пов'язано з перекладом назви з англійської.